# Heimaey
Heimaey (isl. ˈheiːmaˌei) je islandski otok. Ime mu doslovno znači domaći otok. 
Sa svojih 13,4 km2 najveći je islandski otok (izvan velikog islandskog otoka) i najveći otok u arhipelagu Vestmannaeyjar. Također je jedini naseljeni otok u ovome arhipelagu i ima 4414 stanovnika. Nalazi se oko 7,5 kilometara od južne obale Islanda.